# 刺果芹属
刺果芹属（学名：Turgenia）是伞形科下的一个属，为一年生草本植物。该属仅有刺果芹（Turgenia latifolia）一种，分布于中欧、西亚至克什米尔一带。